# توماس ألبرت
توماس ألبرت (بالإنجليزية: Thomas Albert)‏ هو ملحن أمريكي، ولد في 14 ديسمبر 1948 في لبنان في الولايات المتحدة.

## وصلات خارجية
- توماس ألبرت على موقع ميوزك برينز (الإنجليزية)
- توماس ألبرت على موقع ديسكوغز (الإنجليزية)